# Postulados de Cauchy
Los postulados de Cauchy para la mecánica de medios continuos son una serie de postulados de carácter matemático enunciados por el matemático francés Augustin Louis Cauchy sobre la actuación de vectores de tracción sobre una superficie. Las deducciones hechas a partir de esos postulados fundamentan parte de la teoría de medios continuos y sólidos deformables.

## Definición

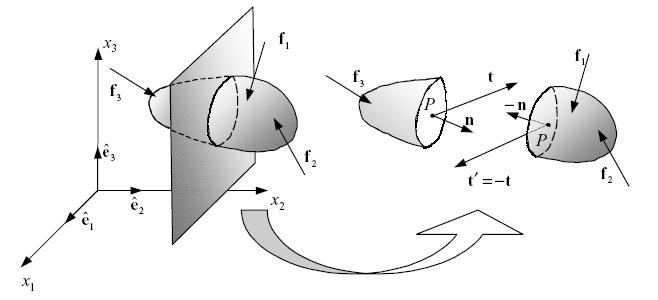
El vector tensión t, depende del punto escogido

Consideremos un medio continuo sobre el que actúan las correspondientes fuerzas másicas y superficiales. Consideremos también una partícula P del interior del medio continuo y una superficie arbitraria, que pasa por el punto P y de normal unitaria n en dicho punto, que divide al medio continuo en dos partes (volúmenes materiales). En la superficie de corte, considerada ahora como parte del contorno de cada uno de estos volúmenes materiales, actuarán las fuerzas superficiales debidas al contacto entre ambos.
Sea t el vector de tracción que actúa en el punto P considerado como
parte del contorno del primero de estos volúmenes materiales. En principio
este vector de tracción (definido ahora en un punto material del interior del
medio continuo original) dependerá:
1. De cuál sea la partícula P considerada y, por tanto, de las coordenadas r de dicha partícula.
2. De la orientación de la superficie (definida a través de la normal n) y, por tanto, de cuál sea la propia superficie de corte.

Formalmente las condiciones anteriores llevan a que el tensor tensión se exprese como:

{\displaystyle \mathbf {t} =\mathbf {t} (P,\mathbf {n} )}

### Primer postulado
El vector de tracción que actúa en un punto material P de un medio continuo según un plano de normal unitaria n, depende únicamente del punto P y de la normal n

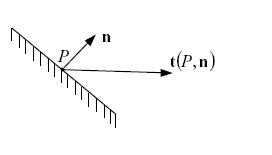

Sea una partícula P de un medio continuo y consideremos distintas superficies que pasan por el punto P de forma que todas ellas tienen el mismo vector normal n en dicho punto. De acuerdo con el postulado de Cauchy, los vectores de tracción en el punto P, según cada una de estas superficies, coinciden. Por el contrario, si la normal a las superficies en P es distinta, los correspondientes vectores de tracción ya no coinciden.

### Segundo postulado
Principio de acción y reacción: El vector de tracciones en un punto P de un medio continuo, según un plano de normal unitaria n, es igual y de sentido contrario al vector de
tracciones en el mismo punto P según un plano de normal unitaria -n en el mismo punto.